# タンパク質タグ
タンパク質タグまたはプロテインタグ（Protein tag）とは、特定のタンパク質分子の目印（荷札、タグ）とするために遺伝子工学的に結合した部分のことをいい、単にタグと呼ぶことが多い。短いペプチドあるいは他種タンパク質の場合がある。様々な種類が開発されており、性質に応じてタンパク質の単離、固定化、タンパク質間相互作用の検出、タンパク分子の可視化などに利用されている。
タグは単独で発現させるレポーター遺伝子等と違い、目的とするタンパク質の生理的・物理化学的性質に影響を与えてはいけないので、目的タンパク質の末端につけるのが普通であり、またなるべく低分子量のものが望ましい。

## アフィニティタグ
最も多く用いられているのは、他の分子との特異的親和性（結合性、アフィニティ）を利用したアフィニティタグである。これらはタグをつけたタンパク質自体の単離や、それと相互作用する別のタンパク質を回収する方法（プルダウン法：共免疫沈降法と同じ原理）に、またはタンパク質を固定化する手段として用いられている。
一般のタンパク質の単離・精製には個々のタンパク質に応じた方法を実験的に比較検討し試行錯誤を要するが、遺伝子工学的に発現させる場合は初めにアフィニティタグを付けておけばその手間が省け、容易に高純度にできる。
さらにタグと目的タンパク質との間が特定のプロテアーゼで切り離せるようにしたタグもよく使われる。タグを介して吸着したタンパク質をプロテアーゼ処理すれば、目的タンパク質部分だけが外れて回収できる。
代表的なものとしてはHisタグ（ヒスチジンタグ）がある。これはヒスチジン残基を6個ほどつないだ短いペプチドで、ニッケルなどの金属イオンと特異的に結合する性質がある。ニッケルイオンをキレート樹脂に固定化しておき、Hisタグのついたタンパク質の溶液を流しこむと、タンパク質は樹脂に吸着する。ここへニッケルイオンあるいはイミダゾールなどニッケルイオンと結合する低分子化合物を流しこめば、タンパク質は樹脂から外れて回収できる。
またグルタチオン-S-トランスフェラーゼ（GST）やマルトース結合タンパク質（MBP）のように、低分子化合物（それぞれグルタチオン、マルトース）を特異的に結合するタンパク質を利用したタグがある。
さらに現在多く用いられるのが抗原抗体反応を利用した「エピトープタグ」で、特定の抗原性を示すペプチド（エピトープ）をタグとしてつけておけば、それに対する抗体で結合することができる。これにはHAタグ（インフルエンザウイルスのヘマグルチニンのペプチド配列を利用）、mycタグ、FLAGタグなどがあり、上記のHisタグ、GSTやGFP（下記）など多くのタグもこの目的に使える。高い特異性により精製が容易になると期待される。
またタンパク質マイクロアレイの作製法として、Biotin Carboxyl Carrier Protein(BCCP)タグ（ビオチン化ペプチド）を用い、ビオチンを介してタンパク質を固定化する方法が用いられる。このタグは大腸菌のアシルCoAカルボキシラーゼに由来するタンパク質で、細胞内のビオチンリガーゼによってそのリジン残基にビオチンが共有結合される。ストレプトアビジンを固定化しておけばこれがビオチンを強固に結合するので、ここに目的のタンパク質が固定化される。このほかにも共有結合により直接固定化されるタグが開発されている。

## その他のタグおよび応用
蛍光を利用してタンパク質分子をラベルし検出するために、GFPをタグとする方法がある。この方法は一分子細胞生物学・バイオイメージングで非常に重要である。
融合タンパク質を可溶性にする目的でもタグが用いられる。タンパク質を人工的に発現させると凝集し不溶性になることが多く、精製および活性化に差し支えるが、適切なタグでこれを防げる場合もある。この目的ではMBP、GSTや、チオレドキシンタグなどが使われる。
融合タンパク質のフォールディングの指標としてもタグが使える。例えばGFPタグを目的タンパク質のC末端側につないでおき、もし目的タンパク質（N末端側なので先にできる）が安定な構造をとらなければ凝集したり分解されたりするので、GFPはその機能（蛍光）を示さなくなり異常が検出できる。